# 市場町駅
市場町駅（いちばちょうえき）とは、徳島県阿波郡市場町（現・阿波市市場町香美）香美字秋葉本80番地の1にあった、四国旅客鉄道阿波線のバス停留所（自動車駅）である。

## 概説
国鉄バスの自動車駅として開設された。

## 歴史
- 1946年（昭和21年）12月25日：阿波本線鍛冶屋原〜市場町〜拝原西〜穴吹間が開業[1]。
- 1952年（昭和27年）4月5日：阿波山手線市場町筋〜市場町間が開業。
- 1956年（昭和31年）7月1日：阿波本線市場町〜学間が開業。
- 1977年（昭和52年）12月1日：阿波山手線市場町筋〜市場町間が廃止。
- 1987年（昭和62年）4月1日：国鉄分割民営化により、四国旅客鉄道自動車事業部に継承される。
- 1990年（平成2年）7月1日：阿波山手線の鍛冶屋原〜市場町筋〜阿波病院前間が廃止。
- 1999年（平成11年）4月1日：廃止。

## 停車路線
- 四国旅客鉄道阿波線（穴吹駅方面）（脇町方面）（鴨島駅方面）（鍛冶屋原方面）

## 駅周辺
古くからの旧市場町中心部の町並みが広がる。

## 現況
市場町駅廃止後の跡地は、社会福祉法人よつ葉会グループホームはな、ケアハウスみどりが建っている。
- 徳島県道125号市場学停車場線
- 徳島県道12号鳴門池田線
- 徳島県道139号船戸切幡上板線
- 徳島県道2号津田川島線旧道